# 丹下氏
丹下氏（たんげし/たんげうじ）は、室町時代から戦国時代にかけて活動した武家・国人。代々畠山氏の奉行人を務めた。

## 概要
『南山巡狩録』や『岸和田治氏軍忠状』によると、延元2年（1337年）3月に丹下三郎入道西念が河内国古市郡にいた橘氏と和田氏に攻勢をかけたものの、逆に野中寺で撃破された上に丹下城を攻撃された。同年閏七月には北朝方として丹下八郎太郎と子の能登坊が河内国松原郡松原城に拠っていたものの、和田正興と橋本正茂の軍勢に攻撃され、親子は配下の高木遠盛（河内国丹南郡高木荘の国人）に討ち取られた。
『新撰長禄寛正記』によると、弘川衆の一員として丹下備前守が見える上、長禄年間（1457年〜1460年）には丹下備後守が戦死したという。
『畠山記』（『足利季世記』巻一）には、明応2年閏4月25日（1493年6月9日）に自害した畠山政長の配下にいた丹下備後守が政長に殉死したことが記されている上、大和国奥郡にいた畠山尚慶の配下として丹下氏が挙げられている。
畠山尚順に仕えていた丹下盛賢は尚順のもとで守護奉行人筆頭となり、永正17年（1520年）に畠山稙長に家督が移ると守護代並の扱いとなった。
盛賢は稙長が死去した天文14年（1545年）5月15日とほぼ同時期に没しており、家督は平盛知が継承し丹下盛知を名乗った。